# Laurel Hubbard
Laurel Hubbard   (Auckland, 9 de febrer de 1978) és una esportista neozelandesa que va competir en halterofília. Va guanyar una medalla de plata al Campionat del Món d'Halterofília de 2017, en la categoria de +90 kg. Seleccionada per a competir als Jocs Olímpics de Tòquio 2020, va ser la primera dona obertament transgènere a competir en uns Jocs Olímpics. Abans de debutar als Jocs Olímpics, Hubbard va aconseguir la setena posició a la divisió femenina de +87 kg de la IWF.

## Biografia
Mentre competia en categories masculines abans de transitar, Hubbard va establir el 1998 el rècord júnior de Nova Zelanda a la recent creada divisió M105+ tant en aixecaments (arrencada de 135 kg, arrencada de 170 kg) com en total (300 kg). Aquests rècords van ser superats posteriorment per David Liti. Hubbard va declarar que havia estat entrenant tota la vida abans de fer el trànsit, afirmant que va deixar d'aixecar pes el 2001, explicant que «simplement es va convertir en una cosa massa difícil de suportar per la pressió de procurar d'encaixar en un món que potser no estava realment preparat per a gent com jo».
El 2012, Hubbard va transitar com a dona i aquell mateix any va començar la teràpia hormonal. Va competir en halterofília de forma internacional per primera vegada el 2017 guanyant una medalla de plata al Campionat del Món realitzat a Anaheim. El 2018 va patir una lesió de colze mentre competia als Jocs de la Commonwealth.
Va participar als Jocs Olímpics de Tòquio 2020, despertant un gran interès mediàtic i una certa polèmica per ser la primera esportista transgènere en la història olímpica. A la competició va fallar els seus tres intents en la modalitat d'arrencada i es va quedar sense obtenir un resultat al total olímpic. Després dels Jocs va anunciar la retirada de l'esport de competició.